# Дзадзен

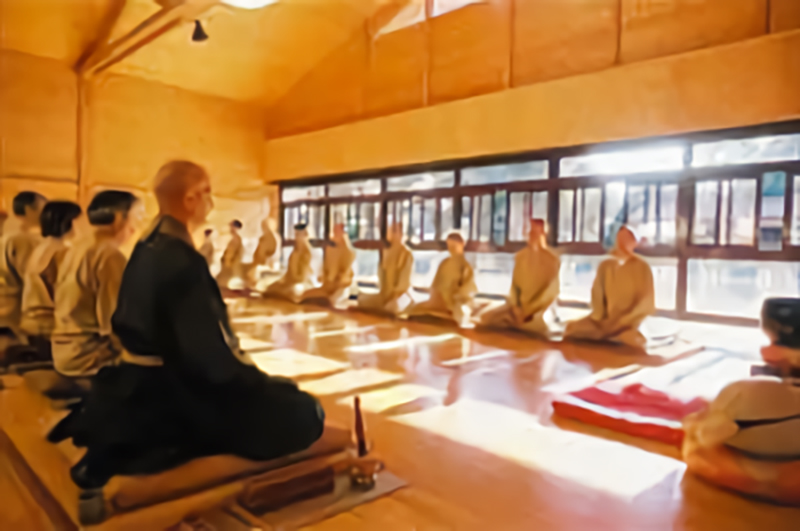
Дзадзен в школі Ріндзай

Дзадзен (яп. 座禅, рідше, але правильно яп. 坐禅 або яп. 坐禪, «сидяча медитація») — медитативна практика, що є основоположною в буддизмі дзен. Вона вважається найбільш характерною рисою
японської школи сото (де дзадзен є єдиним методом досягнення
саторі), проте використовується практично всіма школами
дзен в поєднанні з іншими практиками (наприклад, школа
ріндзай).

## Характерні риси дзадзен
На відміну від традиційної буддійської медитації, метою якої є досягнення
саторі, першим і основним завданням дзадзен вважається заспокоєння тіла і проникливе розуміння феноменів існування; тільки з роками практики сидяча медитація може привести до стану «відсутності розуму», пробудженню і реалізації
природи будди практикуючого.
Деякі джерела стверджують, що незважаючи на уявну простоту, ця постійна техніка є достатньою для досягнення просвітлення, що підтверджується численними японськими монастирями, де дзадзен був єдиною практикою.

## Загальна методика проведення сидячої медитації
Традиційно (але не обов'язково), дзадзен проводиться групами практикуючих в спеціальному приміщенні
дзендо (яп. 禅堂, дзендо:, «зал для медитацій») та може перемежовуватися з періодами так званої «медитації під час прогулянки», кинхин (яп. 経行).
Початок сеансу дзадзен традиційно позначається трьома ударами в спеціальний дзвін, завершення сеансу - одним ударом. Перед початком
дзадзен, практикуючі ритуальним поклоном
(гассьо, яп. 合掌) вітають товаришів по навчанню та майстрів.
В Японії дзадзен виконують на спеціальних подушках дзабутон (яп. 座布団), покладених поверх традиційних солом'яних матів. Для практики
дзадзен використовуються наступні позиції:
- кеккафудза (яп. 結跏趺坐яп. 結跏趺坐) — позиція «лотоса»
- ханкафудза (яп. 半跏趺坐яп. 半跏趺坐) — позиція «напівлотоса»
- агура (яп. 胡坐 «іноземна(індійська) поза») - «по-турецьки»
- сейдза(яп. 正坐, «правильна(японська) поза»)

В даний час, особливо в середовищі практикуючих європейців, нерідко дзадзен проводиться сидячи на стільці, з підкладеною під поперек подушечкою, щоб підтримати природний вигин
хребта.
Головним в позі дзадзен вважається прямий хребет, який вирівнює вуха і плечі по одній лінії. Підборіддя має бути втягнутий,
діафрагма опущена. Руки повинні бути складені в «космічну мудру»: ліва долоня знаходиться поверх правої, суглоби середніх пальців стикаються, великі пальці з'єднані, як ніби між ними знаходиться аркуш паперу. Руки повинні утворювати гарний овал, великі пальці повинні перебувати на рівні пояса.
Зазвичай практикується черевний тип дихання, від центра ваги живота
(хара, яп. ,腹яп. ,腹). Очі напівприкриті, ніколи не закриваються повністю і не бувають повністю відкриті (щоб уникнути впливу на того, хто медитує зовнішніх факторів і, разом з тим, не впадати в дрімоту).
Як уже зазначалося, основна мета дзадзен — заспокоєння тіла і розуму. Цим дзадзен дещо відрізняється від медитативної практики досягнення просвітлення, яка зазвичай характеризується концентрацією
розуму на якомусь
об'єкті чи феномені. Аналогічні дзадзен практики часто використовувалися майстрами мистецтв в Японії — перед тим, як приступити до творчості, майстер повинен був заспокоїти, збалансувати свій розум, прийти в стан дзансин  (яп. 残心), що може означати «рівновагу розуму».